# Dom przy ul. Sandomierskiej 17 w Mielcu
Dom przy ul. Sandomierskiej 17 w Mielcu – budynek wpisany do rejestru zabytków nieruchomych województwa podkarpackiego pod numerem A-997 z 22.06.1987. Zbudowany został na przełomie XIX i XX w. Jest to budynek murowany.